# Никто не избежит
Время этой истории — будущее. Война закончилась. Как мы и обещали, преступники этой войны были доставлены на места своих преступлений для суда. На самом деле, как обещали наши лидеры — никто не избежит.
«Никто не избежит» — американский фильм 1944 года режиссёра Андре Де Тота.
Слоган фильма: «Самая пророческая картина нашего времени!» — фильм о суде над нацистским преступником по типу Нюрнбергского трибунала — фильм снят в 1943 году, за полтора года до окончания войны и за два года до трибунала. Считается первым художественным фильмом на тему зверств нацистов.
Сценарий в 1944 году был номинирован на премию «Оскар» в категории лучший литературный первоисточник.
После войны в 1947 году сценарист и актёры преследовались в США в ходе кампании маккартизма.

## Сюжет
В начале фильма Вильгельм Гримм, высокопоставленный нацистский офицер СС, предстаёт перед судом за свои действия во время войны. Для дачи показаний вызываются свидетели, включая его брата и его бывшую невесту — история рассказана через их воспоминания.
Вильгельм Гримм, немец по национальности, был скромным школьным учителем в небольшом городе Западной Польши. С фронта Первой мировой он вернулся хромой. Как немец он стал презираем некоторыми из шовинистических местных жителей-поляков. Он постепенно сторонится и тех, кто всё ещё уважает его, включая его невесту и коллегу учителя Марию. Как-то его обвиняют в приставании к одной из своих учениц, которая покончила с собой. Во время ареста местные, бросив в него камень, выбивают ему глаз. Когда же его отпускают из-за отсутствия доказательств, то он не может вернуться в деревню, и деревенский священник и раввин дают ему деньги чтобы уехать в Германию. В Германии он живёт в доме брата-социалиста, но в то же время сам становится связан с нацистами, и после прихода к власти Гитлера сдаёт брата Гестапо и того отправляют в концлагерь, а Гримм усыновляет своего племянника Вилли, и поступает на службу в СС.
Когда в 1939 году Германия вторгается в Польшу, Гримм становится комиссаром Рейха — командующим оккупационными силам. Он жестоко обращается со своими бывшими односельчанами. Увлечённый идеями нацизма, он заставляет свою некогда невесту Марию, учительницу школы, сжечь детские книги, говоря, что они будут заменены немецкими книгами.
Во время широкомасштабной депортации евреев и других групп населения Польши, при погрузке депортируемых в поезд, он приказывает раввину подавить панику среди толпы, но раввин, зная, что людей везут в концлагеря и их ждёт смерть, вместо этого призывает толпу на бунт — но нацисты наводят пулемёты на толпу, а Гримм убивает раввина из своего пистолета.
В это время Вилли — юный солдат СС обнаруживает, что Мария и её дочь Янина прячут дома антифашиста Яна Стыса, но под уговорами Марии Вилли соглашается не выдавать его. Вилли постепенно начинает сомневаться в идеалах нацистов. Когда Янину, в которую он влюбился, забирают работать в «офицерский клуб» — фактически проституткой для немецких офицеров, Вилли умоляет дядю Гримма вызволить её, но безрезультатно, а когда же Джанина совершает самоубийство — лишь бы не быть подстилкой немцев, Вилли рядом с её телом в церкви клянётся отомстить, и Гримм убивает племянника выстрелом в спину.
В конце фильма снова показан зал суда. Гримм не признаёт власть суда и продолжает говорить словами нацистской пропаганды. Судья, смотря в камеру, спрашивает у зрителей вердикт…

## В ролях
- Александер Нокс — Вильгельм Гримм
- Марша Хант — Мария Пасирковски
- Генри Трэверс — падре Варецки, каталоческий священник
- Ричард Хэйл[англ.] — рабби Давид Левин
- Ширли Миллс — Анна Оремская, изнасилованная девочка
- Билли Доусон — Вилли, племянник Вильгельма Гримма
- Дороти Моррис[англ.] — Янина
- Трэвор Бардетт[англ.] — Ян Стыс, антифашист
- Арт Смит — отец Яна
- Курт Кройгер — лейтенант Герсдорф
- Хэнк Уорден — немецкий солдат-мотоциклист (в титрах не указан)

## Дополнительно
Название фильма явно цитирует Библию: Книга пророка Иеремии, глава 44, стих 14 — «и никто не избежит [наказания]». Рабочее название было «Придет день, после ночи и Либенсраума».
Идея снять фильм о суде над нацистским военным преступником пришла продюсеру фильма после того, как 21 августа 1942 года президент США Франклин Рузвельт заявил, что союзники собирают информацию о нацистских лидерах, ответственных за военные злодеяния, чтобы привлечь их к суду после войны (преследование военных преступников было ратифицировано союзниками в Московской декларации в 1943 году). Для того, чтобы военные преступления, изображенные в фильме, соответствовали фактическим нацистским зверствам, сценарий был представлен на рассмотрение Госдепартамента США.
Режиссёр фильма Андре Де Тота видел войну в 1939 году: до эмиграции в 1942 году в США он, будучи режиссёром в Венгрии, снимал кинохронику во время немецкого вторжения в Польшу.
Актёр Курт Кройгер, немец по национальности, в 1940-е годы играл в основном немецких офицеров в фильмах про войну, что вызвало его жалобы на то, что к нему пристало амплуа нациста.
Сценарий был написан по истории Альфреда Ньюмана — видного немецкого писателя, в 1926 году получившего в Германии Премию Генриха Клейста, но с приходом нацистов вынужденного бежать в США, его книги были включены в Список запрещённых книг Третьего Рейха.
Съемки начались 31 августа 1943 года и были закончены 26 октября 1943 года — то есть более чем за полтора года до окончания войны, за два года до Нюрнбергского трибунала.
Премьера фильма состоялась 3 февраля 1944 года.
В 1947 году сценарист Лестер Коул был включён в «Голливудскую десятку» — перечень деятелей Голливуда, которые отказались отвечать на вопросы Комиссии по расследованию антиамериканской деятельности Госдепартамента США, а исполнители главных ролей Александер Нокс и Марша Хант в 1950 году попали в эпоху маккартинизма в «чёрный список».

## Критика
Сложный фильм. Это один из тех фильмов, о которых просто слишком много можно сказать; слишком много углов зрения, слишком много призм через которые его можно рассматривать… Фильм ошеломляющий по своей точности. Фильм настолько рассчитан, что на самом деле трудно поверить, что он не был сделан через десять лет после войны.
Оригинальный текст (англ.)None Shall Escape is a difficult film to write about. It’s one of those pictures about which there is simply too much to say; there are too many angles of approach, too many lenses through which to view it…. None Shall Escape is mind-boggling in its accuracy. The film is so on the money that it’s actually hard to believe it wasn’t made ten years after the end of the fighting.

«Никто не избежит» был важным и смелым фильмом для Голливуда, стремлением 1944 года, не столь блестящим или разрушительным, как позже «Германия, год нулевой» (1948) Роберто Росселлини, но наполненный честным отвращением и отчаянием от зла, которое человек способен излить на своих собратьев. Игра превосходна во всем, особенно Нокса, и черно-белая операторская работа Ли Гармса тоже выдающаяся.
Оригинальный текст (англ.)None Shall Escape was an important and brave film for Hollywood to attempt in 1944, not as brilliant or devastating as Roberto Rossellini’s later Germany Year Zero (1948), but filled with honest disgust and despair at the evil which man is capable of venting upon his fellow human beings. The acting is excellent all round, especially from Knox, and Lee Garmes’s black and white cinematography is outstanding, too.
— кинокритик Деррек Виннерт, 2018 год

«Никто не избежит» — один из тех фильмов, которые вы, вероятно, будете смотреть только один раз, потому что это мрачная история, но это такой хорошо сделанный фильм, что, если бы он не был таким мрачным, вы бы смотрели его снова и снова. … Один из тех фильмов, который исключительно хорошо сделан, прекрасно написан и блестяще сыгран.
Оригинальный текст (англ.)"None Shall Escape" is one of those movies which you will probably only watch once because it is a grim tale but it is such a well made movie that if it wasn't so grim you would watch it again and again... What this all boils down to is that "None Shall Escape" is one of those movies which is exceptionally well made, wonderfully written and brilliantly acted — The Movie Scene